# Racisme en Afrique
Le racisme en Afrique est la manifestation du racisme de la part des résidents africains contre des groupes ethniques différents des leurs. Selon les pays et les époques, le racisme s'exerce sous la forme de discriminations ou de crimes à l'encontre de différentes ethnies. 

## Historique
Historiquement, durant la colonisation, le continent africain a vu ses populations autochtones discriminées par les systèmes mis en place par les puissances colonisatrices. Le massacre des Héréros et des Namas au début du XXe siècle en est un exemple.
En Afrique du Sud, le racisme a été institutionnalisé par l'apartheid. 
Après la décolonisation, des tensions racistes ont pu être dirigées à l'égard des anciens colons européens et de leurs descendants restant sur le continent, comme par exemple au Zimbabwe ou en Afrique du Sud. Il existe également un ressenti à l'égard des noirs en Afrique du Nord appelée aussi Afrique blanche car peuplée 
majoritairement d'Arabo-berbères.
Les génocides des Tutsis au Rwanda en 1994 et au Burundi en 1972 et 1993 sont aussi des manifestations extrêmes de racisme entre ethnies africaines.

## Afrique du Nord
Pour l'historien tunisien Salah Trabelsi, maître de conférences en histoire et civilisation à l’Université Lumière-Lyon-II, l’islam s’est imposé au Maghreb dans un mépris des Berbères, parfois justifié par de faux hadîths qui ont suscité une négrophobie doctrinale, agrémentée d’une haine de soi, dans la culture arabe. Hormis de la mouvance kharidjite, branche issue du premier schisme de l’islam, « la noirceur de peau a toujours constitué, selon la plupart des exégètes musulmans, un défaut inacceptable et ce au même titre que tous les autres vices rédhibitoires pour accéder au pouvoir suprême ».

### Algérie
En 2017, le pays abrite 100 000 migrants subsahariens qui y restent de quelques mois à quelques années, avant de tenter de rejoindre l’Europe. Sans statut légal, ils occupent des emplois précaires. En octobre 2015, le viol collectif d'une migrante camerounaise à Oran avait fait scandale en raison du crime, mais aussi des difficultés pour elle à se faire soigner et à porter plainte. En mars 2016, le meurtre d’un Algérien poignardé par un migrant nigérien entraîne une chasse aux migrants. En février 2019 c'est Prosper Nduszo, étudiant venu du Zimbabwe qui meurt poignardé, suscitant une vive émotion au sein de la communauté estudiantine étrangère.  Début 2019, le quotidien français Le Monde publie une enquête sur les arrestations arbitraires de sans-papiers noirs et leur expulsion à la frontière nigérienne. Parmi les expulsés figurent également des réfugiés en règle et des voyageurs en transit en Algérie, arrêtés sur la base de contrôles au faciès. Durant l'été 2017, le Premier ministre algérien Ahmed Ouyahia avait déclaré « les étrangers en situation irrégulière amènent le crime, la drogue et plusieurs autres fléaux ».
Originaire d’Adrar, au sud du pays, Miss Algérie 2019, Khadidja Benhamou est l'objet de remarques racistes (mais aussi des milliers de messages de solidarité) en raison d'une peau foncée. Pourtant en Algérie (comme dans le reste du Maghreb, il y a des minorités noires et métisses depuis des siècles, résultat de la présence séculaire de Noirs au sud du Sahara et de la traite négrière. Il est aussi à noter que Miss Algérie 2013, Rym Amari, s’était vue reprocher d’avoir une beauté « trop européenne ». La mannequin noire algérienne Amina Hamouine explique être régulièrement harcelée : « les insultes et les remarques désobligeantes sur ma couleur de peau sont régulières. Cela se produit dans la rue, alors que je me promène avec mes parents, mais aussi lorsque les photos de mes shooting sont publiées ».
En novembre 2022, la députée Naima Salhi est condamnée à deux peines de prison d'une durée de six mois chacune pour « incitation à la haine raciale » et « atteinte à l'unité nationale ».

### Libye
En novembre 2017, un reportage de CNN met en lumière la traite des migrants et l'esclavage des noirs en Libye.

### Maroc
Les actes racistes ou discriminatoires ne sont pas rares au Maroc. En 2014, trois migrants sont tués à Boukhalef.

### Tunisie

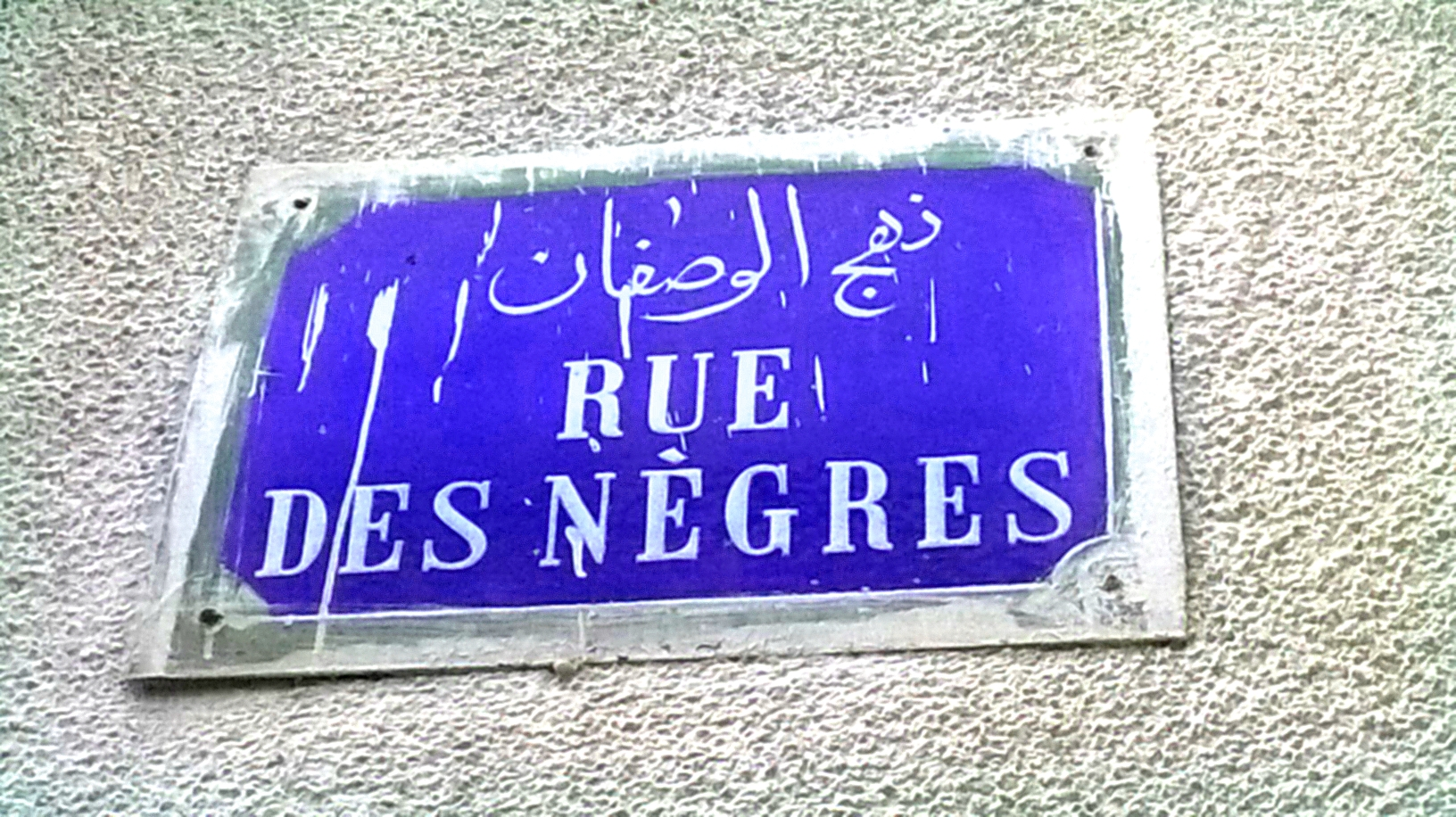
Plaque d'une rue dans la Médina de Tunis indiquant la rue des Nègres

Si la Tunisie a aboli l’esclavage dès 1846, l'image des Noirs dans le pays reste celle d'une population asservie et le racisme à leur encontre subsiste. 

## Afrique de l'Ouest

### Mauritanie
Le racisme ne vise pas les migrants mais une partie des citoyens mauritaniens, héritage d'une situation où les Maures blancs concentrent la majorité des pouvoirs au détriment des Haratine, descendants d’esclaves, et des Négro-Africains. Si l'esclavage a été interdit en 1981 et celle-ci inscrite dans la Constitution en 2012, la pratique reste courante.

## Afrique de l'Est

### Ouganda
Après l'arrivée de plusieurs dizaines de milliers de commerçants chinois, leur essor économique attise des sentiments xénophobes chez les autochtones. 
Le 4 août 1972, le dictateur Idi Amin Dada donne aux 60 000 Asiatiques, principalement des Indo-Pakistanais non nationaux, présents en Ouganda, un délai de 90 jours pour quitter le pays, suivant ainsi un rêve qu’il dit avoir eu, et dans lequel Dieu lui aurait ordonné de les expulser. Par la suite, il étend cette mesure aux 80 000 Asiatiques du pays. En fin de compte, 50 000 quittent le territoire. 
En 2017, une manifestation est organisée dans la capitale pour demander aux Chinois de quitter le pays.

## Afrique australe

### Zimbabwe
Sous le régime de Robert Mugabe, des discriminations sont constatées contre la communauté blanche du pays.